# Фаулер (Мичиген)
Фаулер (енгл. Fowler) град је у америчкој савезној држави Мичиген.

## Демографија
По попису из 2010. године број становника је 1.208, што је 72 (6,3%) становника више него 2000. године.
| Група             | 2000.         | 2010.         |
| Белци             | 1.114 (98,1%) | 1.161 (96,1%) |
| Афроамериканци    | 0 (0,0%)      | 5 (0,4%)      |
| Азијати           | 4 (0,4%)      | 8 (0,7%)      |
| Хиспаноамериканци | 17 (1,5%)     | 30 (2,5%)     |
| Укупно            | 1.136         | 1.208         |